# Estación del ferrocarril de Ceuta
La Estación de Ceuta es una antigua estación de ferrocarril de la línea de ferrocarril Ceuta-Tetuán situada en la ciudad española de Ceuta de estilo neoárabe.  

## Historia
Fue construida según diseño del ingeniero Julio Rodríguez Roda entre 1916 y 1918 por la Compañía Española de Colonización e inaugurada el 10 de mayo de 1910 por el infante Carlos de Borbón y el Alto Comisario de España en Marruecos Francisco Gómez.
En 1958 se clausurara la línea, quedando esta al cuidado de la Junta de Obras del Puerto de Ceuta, junto con las cocheras y otras instalaciones, pasando el 2 de enero de 1970 a pertenecer al Ministerio de Defensa, que en 1973 subasta el material móvil que se vende como chatarra, salvándose únicamente la Locomotora Alco n.º 1 llamada Ceuta, gracias a las gestiones del alcalde D. Alfonso Sotelo.
En 1995 se anuncia por primera vez la intención de restaurar la Estación, proyecto que de la mano con la construcción de 442 nuevas viviendas, aunque finalmente no se rehabilita. En 1999, el Ministerio de Educación y Cultura anunció que dotaría con 200 millones de pesetas a la Ciudad para la restauración de la estación.

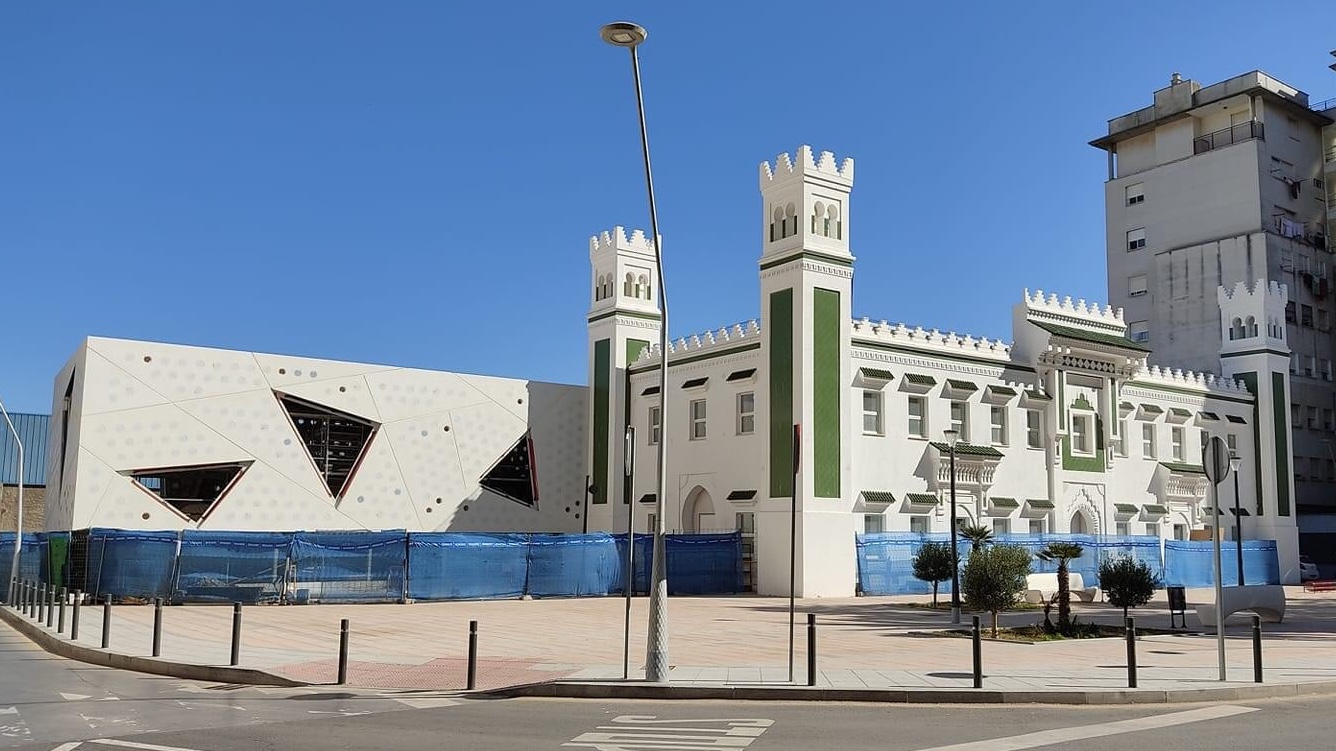
Antigua estación de Ceuta y su nave-expositor

En 2003 la empresa madrileña Aranguren & Gallegos SL ganó el concurso del proyecto de rehabilitación que proponía su conversión en Biblioteca. Aunque a fecha de 2015 las obras no concluido por desacuerdos entre ayuntamiento y la empresa adjudicataria. La antigua Locomotora n.º 1 Ceuta está a la espera de que se llegue a un acuerdo para ser restaurada y expuesta.
En mayo de 2022 la empresa malagueña Menia Restauración y Patrimonio procedió a la restauración estética de la locomotora.
Una vez finalicen las intervenciones de restauración de la antigua Locomotora n.º 1 Ceuta, en septiembre de 2022, se procederá a la inauguración de la estación como centro cultural y sede de la fundación premio convivencia.

## Descripción
Es una edificación exenta, construida en ladrillo macizo de planta baja y alta de estilo ecléctico, regionalista tangerino o neoárabe.

### Exterior
Sus fachadas son simples, pintadas de blanco con ventanas cuadradas y puertas, en el centro de la fachada y en el de los cuerpos laterales con arcos de herradura, culminados en aleros de tejas verdes, como la cerámica del primer cuerpo de las torrecillas que se encuentran en las esquinas, la última dispone de arquitos, rematados como todo el edificio por almenas.
En su fachada trasera norte se encuentra un porche de arcos de herradura como marquesina en el andén.

### Interior
Contaba con una escalera modernista, derribada por no ser adecuada a las exigencias actuales en la rehabilitación, flanqueada por dos patios neoárabes.